# 皇家橡树站 (温哥华架空列车)
皇家橡樹站（英語：Royal Oak Station）是加拿大卑詩省本拿比一座架空列車博覽線車站，坐落皇家橡樹大道和貝里斯福街的交界處，為運輸聯線收費架構中二號收費區的其中一個車站。此站於1985年12月11日聯同博覽線一起開幕，千禧線於2002年通車後亦曾駛經此站，直至當局於2016年10月22日重組架空列車網絡為止。博覽線在此站一帶為高架運行，並跟隨過去卑詩電力鐵路的中央公園市際電車走線。
博覽線開通後，當局曾建議開展一條通往本拿比東部洛歇鎮中心的支線。根據當年的構想，這條支線會於此站以東從博覽線分支，再經與帝國街（Imperial Street）平行的電線走廊前往洛歇鎮中心。然而，該走線橫越羅拔·本拿比公園（Robert Burnaby Park），因此招來區內居民反對，方案亦作罷。通往洛歇鎮中心的延線（千禧線）最終在新西敏哥倫比亞站以東分支，而非皇家橡樹站。

## 車站設計

### 樓層
| T | 1號月台  | 博覽線往濱海站（鐵道鎮站）                       |
| T | 島式月台 |                                                  |
| T | 2號月台  | 博覽線往喬治國王站和生產路－大學站（愛德蒙斯站） |
| S | 地面     | 出入口、自動售票機、驗票閘門                     |

## 接駁交通
皇家橡樹站外的巴士站編排如下：
| 巴士站編號                       | 服務路線                    |
| -------------------------------- | --------------------------- |
| 貝雷斯福街夾皇家橡樹大道（西行） | 148號巴士，往愛德蒙斯站方向 |